# شارل پلانت
شارل پلانت (فرانسوی: Charles Planet‎؛ زادهٔ ۳۰ اکتبر ۱۹۹۳) دوچرخه‌سوار اهل فرانسه است.
از باشگاه‌هایی که در آن رکاب زده‌است می‌توان به تیم دوچرخه‌سواری نووو نوردیسک اشاره کرد.